# Leona Heidern
Leona Heidern (レオナ・ハイデルン Leona Haiderun?) es un personaje ficticio dentro del mundo de los videojuegos. Forma parte de la saga de SNK The King of Fighters, también aparece en Metal Slug Mobile 4 y forma junto a Clark y Ralf el "Ikari Warriors Team".

## Historia
Leona (ahijada de Heidern) es parte del Ikari Warriors Team, tiene un pasado muy oscuro y un futuro algo prometedor.
Leona vivía su infancia en una aldea con su familia en paz. Un día, uno de los Heraldos de Orochi, Goenitz del viento salvaje, llegó a la aldea, y exigió hablar con Gaidel, quien en realidad era también un heraldo de Orochi. Le ordenó unirse a él en su intento de liberar a Orochi. Sin embargo, Gaidel se negó ya que había vivido en paz con su familia hasta ese momento y no quería tener nada que ver con Orochi nuevamente. Goenitz se enfureció, y antes de irse, advirtió que Orochi no perdonaría a los traidores. Miró por un momento a Leona, hizo una mueca, y se fue.
Cuando llegó la noche, Leona comenzó a sentirse enferma, sufría un fuerte dolor de cabeza y al poco rato comenzó a toser sangre. Gaidel se alarmó, porque ésta era una muestra del Disturbio de la sangre, un proceso provocado por la sangre del linaje Orochi que aunque aumenta desmesuradamente la fuerza y velocidad de quien lo padece, también causa locura y sed de sangre. Intentaron calmarla sin resultado. Leona aun siendo solo una niña pequeña, asesinó rápidamente a la gente de la aldea, incluyendo su propia familia. 
Leona se quedó sola en las ruinas de lo que fue su aldea, bañada en sangre. Goenitz volvió, se le acercó, puso su mano en su cabeza y le ordenó dormir otra vez. Goenitz dijo que despertaría de nuevo cuando fuese el momento adecuado.

## La saga de Orochi
Leona comenzó a caminar sin rumbo en la selva. Fue encontrada por Heidern, quien había sido contratado para investigar el extraño suceso relacionado con la aldea de Leona, e ignorando por completo la auténtica naturaleza del mismo, decidió acoger a Leona como su hija, ya que para la vida de ambos sería beneficioso.
Lo anterior fue ya que en una ocasión cuando Heidern volvía de una misión, vio como la pequeña Leona (a la cual al comienzo pensaba llevar a un orfanato), subía hasta la copa de un árbol muy alto y con asombrosa rapidez utilizando solamente sus manos. Sorprendido y boquiabierto con esta exhibición de agilidad y energía, pensó que sería mejor que la niña permaneciera con él como su hija adoptiva y entrenarla como soldado; por lo cual Leona sería llamada Leona Heidern (esto también llenaría en parte el vacío que sentía Heidern por la muerte de su esposa e hija a manos del despiadado Rugal) . Inmediatamente, Leona comenzó su entrenamiento bajo órdenes y supervisión de Heidern. Aprendió todas sus técnicas con asombrosa facilidad, debido a una capacidad increíble de cortar con sus manos (esto debido a su poder Orochi). Heidern se sorprendió del progreso de Leona: era como si ella hubiera nacido para luchar. No fue sino hasta 1996 cuando Leona (ahora convertida en una joven y hermosa mujer pero también en una experta luchadora de artes marciales) recibió su primera misión oficial: debía tomar el lugar de Heidern en el equipo de Ikari Warriors durante el torneo The King of Fighters.
Sus nuevos compañeros eran los mercenarios preferidos de Heidern: Ralf Jones y Clark Steel. Su misión era investigar a Geese Howard, el jefe del crimen organizado en Southtown, que había entrado al torneo en busca de una meta desconocida. Sabiendo que cualquier cosa que Geese busque solo podría significar problemas, el nuevo equipo Ikari comenzó su misión.
Aun habiendo sido eliminados en el torneo en las semifinales, Heidern (contratado por Chizuru Kagura quien sería la organizadora del torneo como jefe de seguridad del mismo) ordenó a los Ikari Warriors asistir al estadio, en donde se llevarían a cabo las finales, para investigar cualquier acción posible de Geese Howard. Durante su investigación, una ráfaga masiva de viento arrasó por completo el estadio. Goenitz atacó al equipo vencedor, el representante de Japón (Kyo Kusanagi, Benimaru Nikaido y Goro Daimon), siendo finalmente derrotado gracias a la ayuda del rival de Kyo, Iori Yagami y la organizadora del torneo, Chizuru Kagura. Pero Goenitz tuvo un momento para recordarle a Leona su pasado, lleno de muerte y sangre. Tras el torneo, Leona queda abatida.
Los horrores del pasado cobraron más fuerza durante los acontecimientos de The King Of Fighters '97, y Leona asistiría al torneo sin saber que afrontaría el peor trauma de su vida. Hacia las finales del torneo, Leona, junto con Iori Yagami, entró repentinamente en el Disturbio de la sangre, inducido por el propio Orochi. Ambos fueron controlados con éxito, y Orochi fue sellado de nuevo. Sin embargo, Leona se presionó tanto por estos acontecimientos y por haber matado a su familia y amigos de su aldea cuando Goenitz despertó en ella el disturbio de la sangre que deseó terminar con su vida cortando su garganta. Sin embargo, fue detenida justo a tiempo por Ralf antes de que la chica pudiera hacerse daño, el cual le devolvió la voluntad para seguir viviendo. Su padre Gaidel, le habla desde el otro mundo y le dice que no tiene porque preocuparse por el pasado y que no fue culpa de ella, que ahora ella era dueña de su destino. Con su rostro bañado en lágrimas, Leona sonríe le agradece a su padre quien ahora descansa en paz y al mismo tiempo comienza a tomar un mayor aprecio a sus compañeros de equipo Ralf y Clark; quienes le dicen que ya no está sola como se muestra en el final de los Ikari Warriors en KOF 97. 
En The King of Fighters '99 durante los acontecimientos de primero nuevamente fue enviada por su Comandante Heidern junto con Clark y Ralf y su nueva integrante de grupo Whip al torneo para investigar sobre la persona que estaba detrás del torneo siendo los del Cartel Nets y que estaba tratando de conquistar el mundo y teniendo que llegar a localizar su base y detener sus planes de conquistas mundial.
En The King of Fighters 2000 nuevamente junto con Clark, Ralf y Whip entran al torneo por órdenes de Heidern para investigar quien estaba dirigiendo aún el Cartel Nets ya que todavía había individuos que estaban detrás del torneo. Al finalizar el torneo solo descubre que Whip los abandonó, encontrando el video que dejó grabado.
En The King of Fighters 2001 nuevamente ayudaría a Clark a Ralf, integrándose al grupo su Comandante Heidern que substituiría a Whip que abandonó al grupo, para llegar a investigar sobre el verdadero líder del Cartel Nets tratándose de Igniz.
En The King of Fighters 2002 aparece, aunque tratándose de un Dream Match no hay historia. Forma grupo nuevamente con Ralf y Clark y tiene la habilidad de poder transformarse en Orochi Leona.
En The King of Fighters 2003 Heidern les da la invitación del torneo que él mismo recibió para que fueran nuevamente a participar. Aquí harían grupo con Ralf y Clark, para rastrear a los integrantes del Sky Noah, Adelheid y Rose (los hijos de Rugal). Leona ayuda a derrotarlos y detener sus planes pero se descubre que los organizadores del torneo no habían sido los hijos de Rugal sino que el torneo fue organizado por Mukai, un descendiente de Orochi. Cuando al terminar el torneo fue liberado el Sello de Orochi, Leona nuevamente entraría en el disturbio de sangre transformándose en Orochi Leona, pero Ralf y Clark logran detenerla antes de que llegue a causar daños llevándosela para que se recuperase, aunque ambos terminan muy lastimados. Sin embargo, Leona luego llama por radio a un equipo de rescate el cual los recoge a los tres de en medio de la selva. 
En The King of Fighters XI Leona no participa en el torneo ya que su Comandante Heidern le prohibió a que participara ya que temía a que pudiera entrar nuevamente en el disturbio de sangre de Orochi, en su lugar fue Whip nuevamente integrándose con Ralf y Clark teniendo que investigar nuevamente el torneo para saber acerca de los organizadores que estaban detrás.
En The King of Fighters XII Leona nuevamente aparecería aunque este juego se trató de un Dream Match. Leona tenía una nueva vestimenta en este juego y ya no utilizaría los pantalones cortos que uso desde su primera aparición en The King of Fighters '96 hasta el 2003 sino unos largos.
En The King of Fighters XIII nuevamente fue enviada por Heidern junto con sus compañeros de grupo Ralf y Clark para investigar quien era el que estaba detrás del torneo, descubriendo que Rose, la hija de Rugal, estaba siendo nuevamente utilizada para organizar el torneo y hacer las invitaciones a los respectivos equipos. En este torneo Leona durante una batalla llega a salir gravemente lastimada ingresando en el hospital, donde Ralf y Clark la llevan. Allí recibe la sorpresa de la visita de Whip, interesada en cómo se encontraba Leona.
Leona continúa como miembro del equipo Ikari Warriors para cada torneo The King of Fighters.

## Personalidad
Leona es bastante reservada, y no le gusta hablar mucho. Tiene una actitud sería y, aparte de con Ralf, Clark, Whip, el comandante Heidern y muy ocasionalmente con Iori, Leona no habla con nadie. Exteriormente parece muy audaz y despierta, pero en realidad sigue temiendo volver a su estado Orochi y causar daño a sus amigos. Leona odia la sangre debido a la masacre que causó (de hecho su comida favorita son los vegetales y al parecer es vegetariana), pero cuando lucha parece estar siempre cubierta de ella y a la defensiva. Es solitaria, pero sabe que sus compañeros estarán con ella incluso en los peores momentos.

## Novelas, mangas, cómics
- The King Of Fighters Manwa, Serie a partir de Kof 96:Por Andy Seto
- The King Of Fighters Novelas,a partir de Kof 96, Por:Akihiko Ureshino
- The King Of Fighters Kyo Manga, One Shot el Último tomo, Por:Masato Natsumoto
- The King Of Fighters Serie S, Manwa que muestra una Historia Alternativa de Leona durante Kof 95, antes de su primera aparición en Kof 96
- The King Of Fighters 96 G, Manga que muestra una Historia Alternativa de los acontecimientos de Kof 96:Por Ryu Takamisaki
- The King Of Fighters: A New Beginning, Manga basado en los acontecimientos de KOF XIV. Por:Kyotaro Azuma